# Matilde Moisant

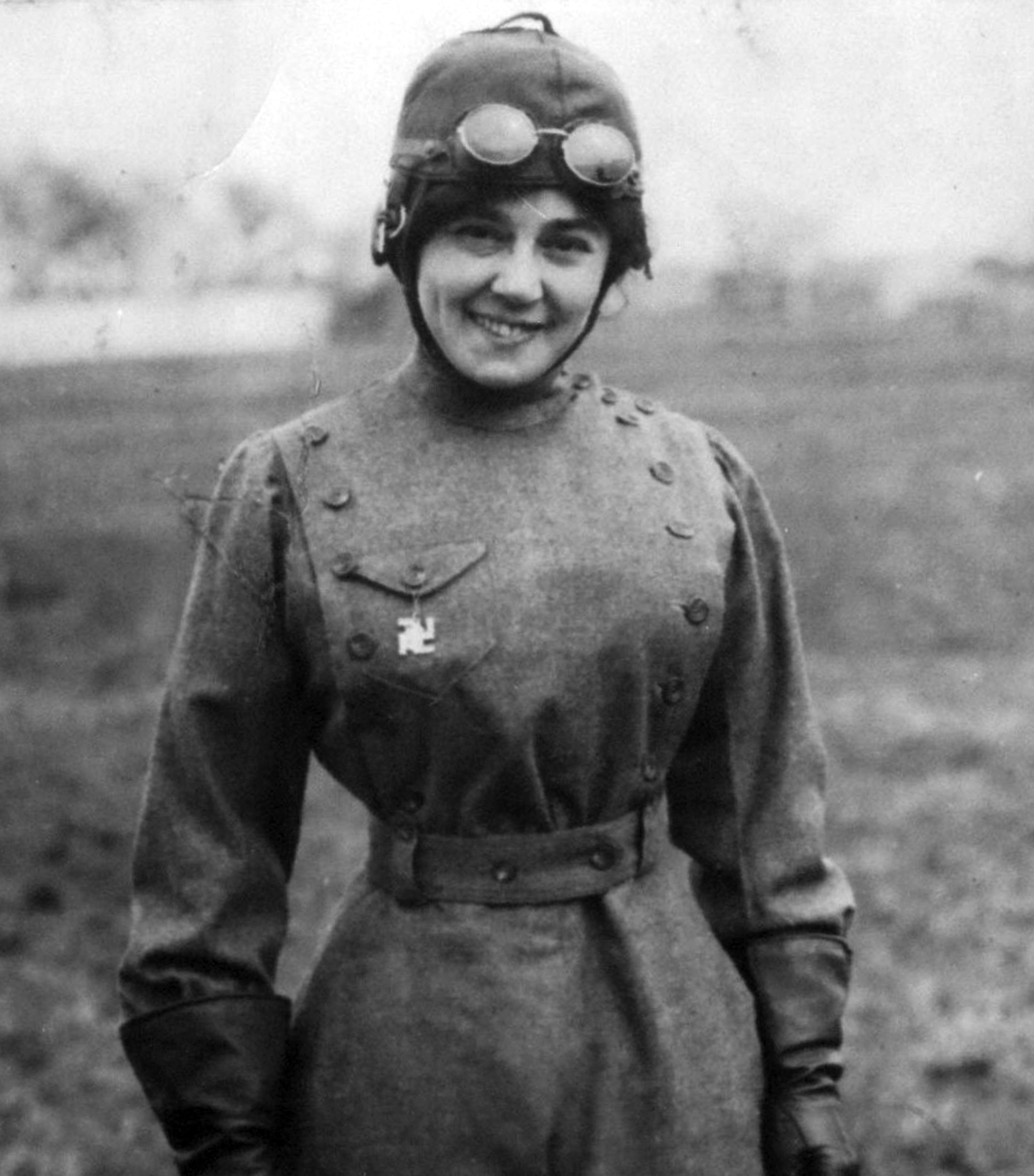
Matilde Moisant, 1912

Matilde Moisant (* 13. September 1878 in Earl Park, Indiana; † 5. Februar 1964 in Glendale, Kalifornien) war eine US-amerikanische Pilotin und zweite Amerikanerin mit eigener Pilotenlizenz.

## Leben
Matilde Moisant war eine Tochter des Franko-kanadischen Landwirts Médore Moisant (1839–?) und seiner Ehefrau Joséphine Fortier (1841–1901). Sie wuchs zusammen mit ihren acht Geschwistern in Manteno, Illinois auf.

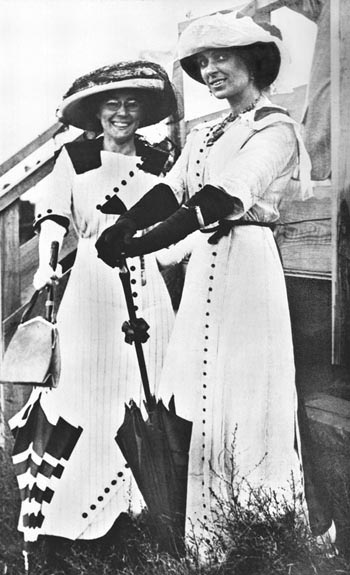
Matilde Moisant und Harriet Quimby, 1912

Ihr Interesse für die Fliegerei entdeckte sie durch ihre Brüder, darunter John Bevins Moisant (1868–1910), ein populärer Flieger und Fluglehrer, der durch seinen Sieg im Wettflug um die Freiheitsstatue berühmt geworden war. Matilde und Harriet Quimby (1875–1912) begannen Flugstunden an der Flugschule ihrer Brüder John und Alfred, der Moisant School of Aviation in Mineola auf Long Island zu nehmen. Die Gebrüder Wright nahmen zu dieser Zeit keine weiblichen Flugschüler auf. Obwohl John Moisant kurz darauf bei einem Absturz ums Leben kam, setzen die beiden Frauen den Unterricht fort. Am 17. August 1911 erhielt Moisant als zweite Frau in den USA ihren Flugschein.
Am 12. September 1911 flog sie mit ihrem Bleriot Eindecker auf eine Höhe von 1200 Fuß (370 m) über dem Nassau Boulevard in Garden City und gewann die Rodman-Wanamaker-Trophäe. 1912 stellte sie den Höhenrekord einer Frau über Mexiko-Stadt auf. In den ersten Monaten stand sie mit der belgischen Pilotin Hélène Dutrieu (1877–1961) im Wettstreit; sie war die erste Pilotin die einen Passagier mitnahm und in der Pariser Luftwache. Nachdem Moisants Maschine bei der Landung, aufgrund eines Lecks im Treibstofftank, am 14. April 1912 in Wichita Falls, Texas, Feuer fing; hörte sie auf Wunsch ihrer Familie mit der Fliegerei auf. Moisant lebte danach auf der Familienfarm in San Salvador. Während des Ersten Weltkriegs diente sie als Funkerin für das Rote Kreuz.
Matilde Moisant starb am 5. Februar 1964 im Alter von 85 Jahren im Sanatorium von Glendale und ihre sterblichen Überreste wurden im Portal of the folded wings (dt.: Portal der gefalteten Flügel) im Valhalla Memorial Park, North Hollywood, Los Angeles, beigesetzt.